# Commission de l'instruction publique
En France, la Commission de l'instruction publique est une commission chargée de la direction de l'éducation nationale entre 1815 et 1820. Ces cinq principaux membres furent Royer-Collard, président, Cuvier, Guéneau de Mussy, Silvestre de Sacy et l'abbé Eliçagaray. Elle fut remplacée par le Conseil royal de l'instruction publique.

## Contexte historique
Au cours de la Première Restauration, après une période de maintien du grand-maitre de l'Université Louis de Fontanes (9 avril 1814), Louis XVIII supprime par ordonnance royale du 17 février 1815 la charge de grand-maitre de l'Université et le Conseil de l'Université et confie la surveillance générale de l'enseignement à un Conseil royal de l'instruction publique, dont la présidence est donnée à Louis-François de Bausset. 
La rentrée de Napoléon à Paris, le 20 mars suivant, fait disparaître cet éphémère Conseil royal de 1815 et rétablit le grand-maitre de l'Université en la personne de Bernard Germain de Lacépède, remplacé le 9 mai par Charles-François Lebrun.
À la suite de la Seconde Restauration, Louis XVIII décide par l'ordonnance du 15 août 1815  de maintenir l'organisation de l'Université de France tout en procédant à des modifications à sa tête.

## Fonctions de la commission
Selon l'art. 3 de l'ordonnance du 15 août 1815, une Commission de l'instruction publique formée de cinq membres est chargée d'exercer, sous l'autorité du ministre secrétaire d'état au département de l'intérieur, les pouvoirs précédemment attribués au grand-maitre de l'Université et au Conseil de l'Université, ainsi qu'au chancelier et au trésorier. La commission est chargée en outre des fonctions de recteur de l'académie de Paris et de conseil académique. La commission régit les biens et perçoit les droits, rente et revenus qui formaient la dotation de l'université.

## Fonctions du président de la commission
Le président de la commission délivre les diplômes et ordonnance les traitements et les pensions.

## Formation de la première commission
Louis XVIII nomme les cinq membres de la commission dans l'ordonnance de création. Pierre-Paul Royer-Collard, 52 ans, conseiller d'état, professeur à la faculté des lettres de Paris, ancien membre de l’éphémère premier conseil royal de l'instruction publique, est nommé président. Georges Cuvier, 46 ans, conseiller d'état, professeur au Muséum et au Collège de France, ancien conseiller à vie du Conseil de l'Université, ancien membre du premier conseil royal de l'instruction publique, est nommé membre chargé des fonctions de chancelier. Les trois autres membres sont Antoine-Isaac Silvestre de Sacy, 56 ans, professeur au Collège de France, éphémère recteur de l'université de Paris durant la première Restauration, l'abbé Denis Frayssinous, 50 ans, inspecteur général des études et Philibert Guéneau de Mussy, 39 ans, ancien conseiller ordinaire du conseil de l'Université ancien inspecteur général des études, ancien secrétaire du premier conseil royal de l'instruction publique. Claude-Bernard Petitot, inspecteur général des études, en est nommé secrétaire général.

## Évolution de la composition de la commission
En avril 1816, Frayssinous, en conflit avec Royer-Collard, démissionne et est remplacé par l'abbé Dominique Eliçagaray. Royer-Collard présente sa démission de la présidence le 20 août 1819, démission acceptée le 13 septembre. Cuvier est chargé par intérim des fonctions de président (lettre du 17 septembre), et l'année suivante, en juin 1820, Royer-Collard quitte la commission à la suite de son éviction du Conseil d'état. 
L'ordonnance du 22 juillet 1820 porte à sept le nombre des membres de la commission (alors réduit à quatre par la démission de Royer-Collard), trois nouveaux membres y entrent : l'abbé Dominique-Charles Nicolle, Ambroise Rendu et Siméon Denis Poisson. Le 4 octobre 1820, Joseph-Henri-Joachim Lainé est nommé président de la commission, mais celui-ci, qui n'avait pas été consulté sur cette nomination, n'exercera pas la fonction et sera suppléé par Cuvier.

## Fin de la commission
Finalement l'ordonnance du 1er novembre 1820 dispose que la commission prendra le titre de Conseil royal de l'instruction publique, et donne au président de ce Conseil une partie des anciennes prérogatives du grand-maître de l'Université.

## Liste des membres
- Président :

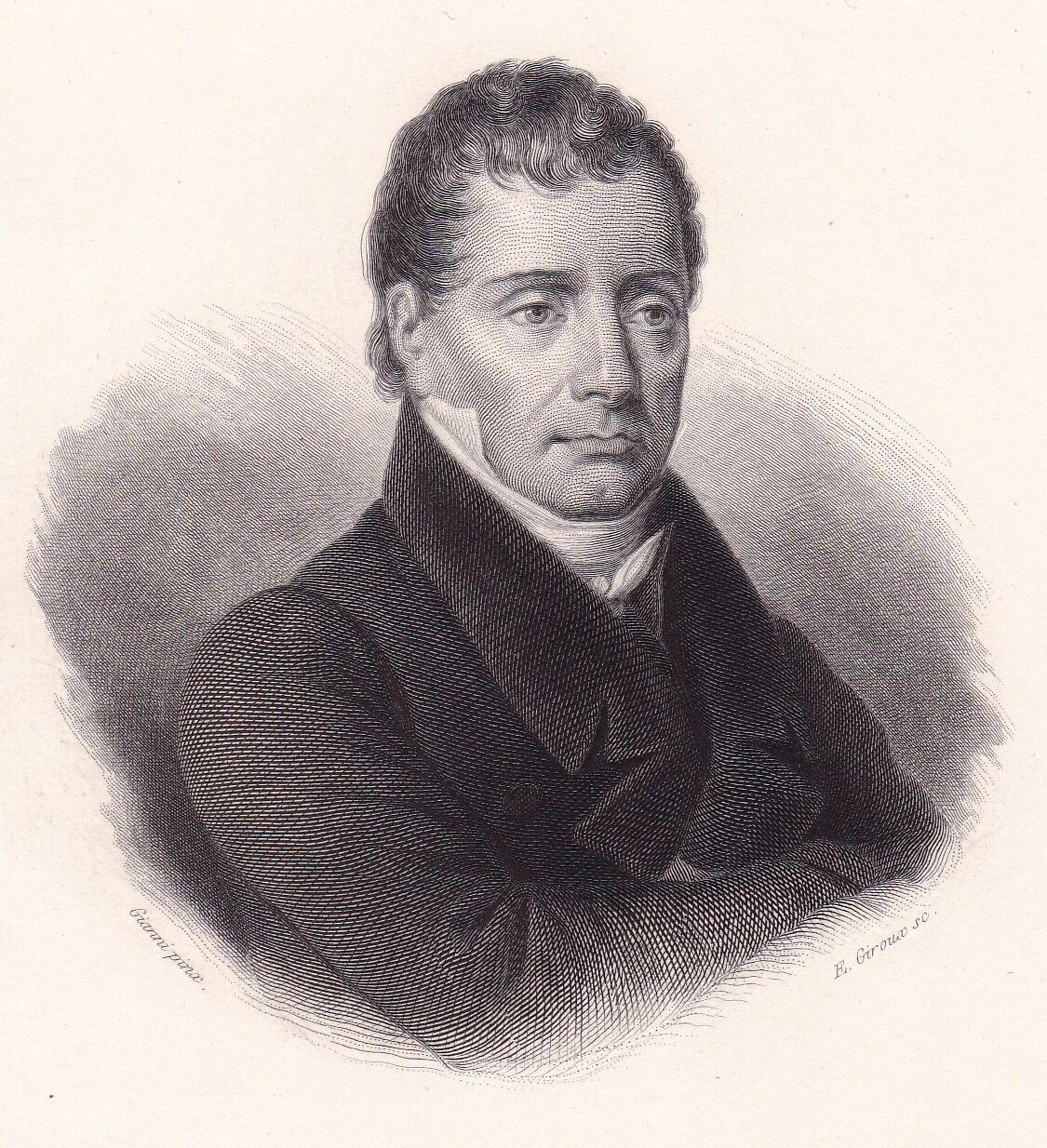
Royer-Collard, président de la commission

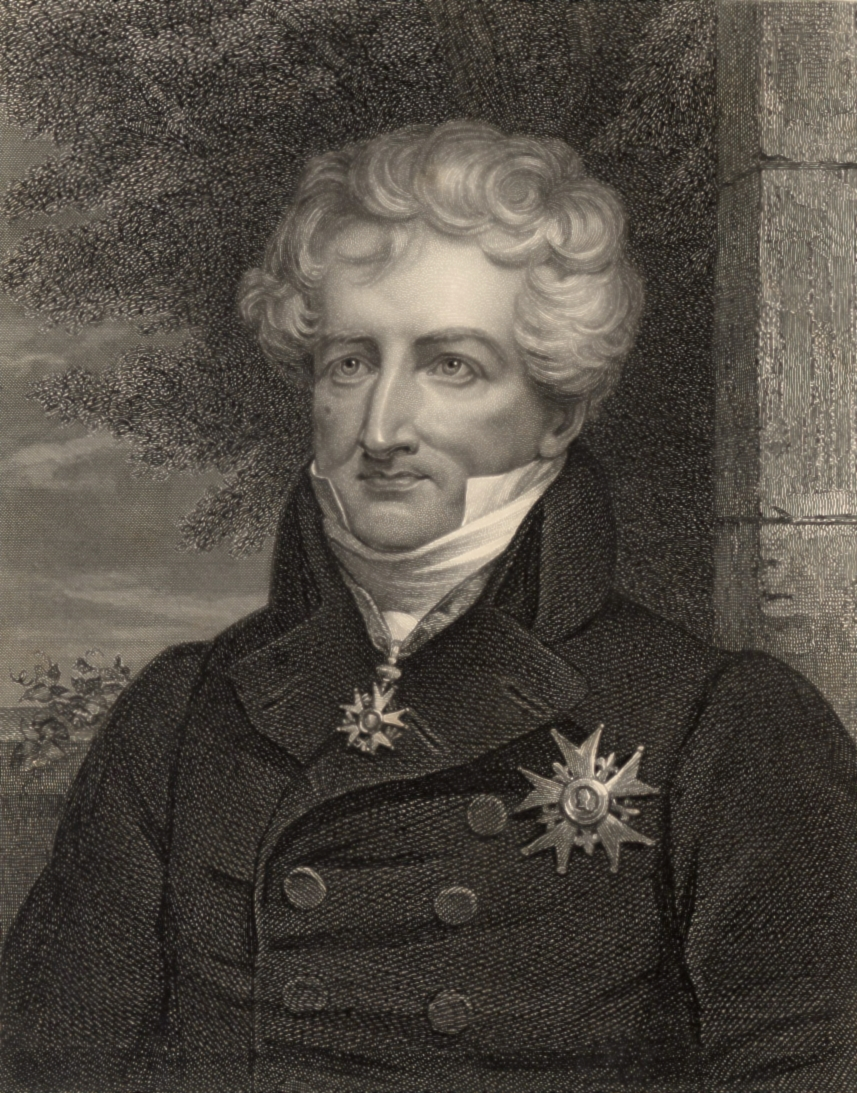
Georges Cuvier, membre chargé des fonctions de chancelier, président par intérim

  - Pierre-Paul Royer-Collard (15 août 1815 - 13 septembre 1819)
  - Georges Cuvier (chargé des fonctions) (14 septembre 1819 - 2 octobre 1820)
  - Joseph-Henri-Joachim Lainé (2 octobre 1820-30 octobre 1820), Georges Cuvier (par interim)
- Membre chargé des fonctions de chancelier :
  - Georges Cuvier (15 août 1815-13 septembre 1819)
  - Philibert Guéneau de Mussy (par interim) (14 septembre 1819-30 octobre 1820)
- Membre :
  - Philibert Guéneau de Mussy (15 août 1815-30 octobre 1820)
  - Pierre-Paul Royer-Collard (14 septembre 1819-juin 1820)
  - Dominique-Charles Nicolle (22 juillet 1820-30 octobre 1820)
- Membre :
  - Antoine-Isaac Silvestre de Sacy (15 août 1815-30 octobre 1820)
- Membre :
  - Denis Frayssinous (15 août 1815 - avril 1816)
  - Dominique Eliçagaray (mai 1816 -30 octobre 1820)
- Membre : 
  - Ambroise Rendu (22 juillet 1820-30 octobre 1820)
- Membre :
  - Siméon Denis Poisson (22 juillet 1820-30 octobre 1820)
- Secrétaire général :
  - Claude-Bernard Petitot (15 août 1815 - 30 octobre 1820)